# Alex Shelley
Patrick Martin (Detroit, Míchigan, 23 de mayo de 1983) es un luchador profesional estadounidense, más conocido por su nombre en el ring Alex Shelley quien actualmente trabaja para WWE. Destaca su paso por las empresas Total Nonstop Action Wrestling (TNA), Ring of Honor (ROH), Pro Wrestling ZERO1-MAX y varias promociones japonesas. Forma parte de la legendaria pareja Motor City Machine Guns junto a Chris Sabin. y también fue parte de la pareja Time Splitters junto a KUSHIDA.
Martin es tres veces campeón mundial al haber sido dos veces Campeón Mundial Unificado de Lucha Libre de wXw y una vez Campeón Mundial de Impact/TNA. También ha ganado una vez el Campeonato de la División X de la TNA/Impact y ha sido tres veces Campeón Mundial en Parejas de la TNA/Impact Wrestling junto a Sabin, décimo Campeón de las Tres Coronas. Fuera de TNA, ha sido tres veces Campeón Peso Pesado Junior en Parejas de la IWGP con Sabin en una ocasión y con KUSHIDA en 2 ocasiones, una vez Campeón Peso Abierto en Parejas de STRONG de la NJPW con Sabin, una vez Campeón Mundial en Parejas de ROH con Sabin y una vez Campeón Mundial Peso Pesado Junior de la CZW. Además, fue considerado por la Pro Wrestling Illustrated la Pareja del año 2010 y la Wrestling Observer Newsletter les clasificó como la octava mejor pareja de la década 2000-2009.

## Carrera

### Principios de carrera
Martin inicialmente debutó bajo la supervisión de Bobo Brown, después entrenó con Breyer Wellington. Entonces se unió a BCW Canam Wrestling School y empezó a entrenar bajo la supervisión de Scott D'Amore y Joe E. Legend. Martin debutó en 2002 como Alex Shelley, un nombre que él mismo creó combinando el nombre de pila de Alex DeLarge, el protagonista de la novela de 1962 A Clockwork Orange, con el apellido de Pete Shelley, el cantante líder de la banda de Punk rock de los 70 Buzzcocks. En 6 meses de su carrera, fue hospitalizado con una mandíbula destrozada cuando  resbaló en la entrada de un ring mojado y se golpeó contra el suelo del ring. Como resultado; Shelley tuvo una placa de acero insertado en su mandíbula. Después de 8 meses, Shelley se unió a IWA Mid-South promoción de Ian Rotten. Él trabajó en IWA durante 6 meses antes de unirse la base de Philadelphia Combat Zone Wrestling. No mucho después de eso, se unió a Ring of Honor.
El 12 de junio de 2005 Shelley hizo una aparición en la versión internacional de WWE Sunday Night HEAT, perdiendo ante Simon Dean después de sufrir el "Simonizer".

### Ring of Honor (2003-2007)

#### 2003-2004
Shelley debutó en Ring of Honor el 28 de junio del 2003 en WrestleRave 2003, contra BJ Whitmer, Tony Mamaluke y Jimmy Jacobs en un Four Corners Survival, el cual lo ganó Whitmer. Apareció intermitentemente con ROH el resto del 2003 y principios del 2004, enfeudándose con Jacobs y Matt Stryker.
El 22 de mayo del 2004, Shelley formó equipo, conocido como Generation Next, con Austin Aries, Jack Evans y Roderick Strong. Generation Next, liderado por Shelley, estuvieron todo el evento atacando otros luchadores, clamando que eran "the best that Ring of Honor has to offer" ("Lo mejor que Ring of Honor tenía para ofrecer"). Empezaron enfeudando con luchadores con un respeto para la tradición tanto como Matt Stryker, Jimmy Rave y John Walters.
El 17 de julio del 2004, en Reborn: Completion, Shelley perdió ante Doug Williams en las finales de un torneo en las finales por el vacante Campeonato Puro de ROH. Esa misma noche, Generation Next atacó a Ricky Steamboat durante su confrontación con CM Punk, con posterioridad aislando con Steamboat para rechazar a Generation Next. Esto lideró a un feudo entre Generation Next y los aliados de Ricky Steamboat, culminando en un forty-five minute long eight-man elimination match en The Midnight Express Reunion el 2 de octubre, armando Generation Next contra CM Punk, John Walters, Jimmy Jacobs y Ace Steel. El combate fue ganado por Generation Next, con Shelley y Aries sobreviviendo. Siguiendo el combate, Shelley anunció su intención de retar a Samoa Joe por el Campeonato Mundial de ROH. Aries entonces anunciót que él también estaba yendo detrás del título, con Shelley diciéndole que "remember where your loyalties lie" ("recuerda cuando tú lealtad miente").
El 6 de diciembre de 2004 en Final Battle 2004, Shelley y Strong fueron derrotados por CM Punk y Steve Corino. Siguiendo el combate, Aries, sintiendo que Shelley estaba tardando demasiado tiempo en Total Nonstop Action Wrestling en vez de liderar Generation Next, vino al ring y demandó que Shelley descendió como el líder. Antes de que Shelley pudiese dar una respuesta, fue atacado por Aries y Strong y echado a patadas de Generation Next.

#### 2005-2006
Shelley enfeudó con Generation Next entre el principio de 2005, desgraciadamente retando a Aries por el Campeonato Mundial de ROH en Manhattan Mayhem el 7 de mayo. El 23 de julio, Shelley estaba en un tag match contra Aries y Strong, con él eligiendo un compañero de pareja misterioso. Shelley dio una especulación en una promoción backstage para quien sería su compañero de pareja, diciendo que sería un nuevo luchador haciendo su debut en Ring of Honor. Más tarde él, no trajo a alguien a ROH, pero se había unido a La Embajada, un heel stable controlado por Prince Nana. Haciendo pareja con Fast Eddie Vegas esa noche, La Embajada ganó su primer combate en un feudo con Generation Next que duraría para el recuerdo del año. El feudo culminó en un eight-man elimination steel cage match el 3 de diciembre, con Generation Next emergiendo la victoria.
En Hell Freezes Over el 14 de enero de 2006 Shelley equipó con Rave para derrotar al dúo; Claudio Castagnoli y Azrieal. Más tarde, Prince Nana ofreció comprar el Campeonato Mundial de ROH de Bryan Danielson después de su afortunada defensa contra Chris Hero. Cuando Danielson se negó a venderlo, fue atacado por La Embajada con Shelley dándole un Sliced Bread #2 claimando que fue su "Kryptonita" como el rival más largo de Danielson, Spanky, utiliza ese movimiento para derrotarle en numerosas ocasiones. En el siguiente show, La Embajada ganí el Trios Tournament de 2006, y cada luchador fue subvencionado cualquier combate que quisieran, con Shelley y Rave ambos anunciando que querían una oportunidad por el Campeonato Mundial de ROH. Shelley fue originalmente programado para enfrentarse a Danielson por el título el 11 de febrero, pero una severa nevada cayó en el noreste y Shelley fue ordenado por Total Nonstop Action Wrestling para volar atrás a Orlando, Florida para que no perdiese su ppv el siguiente día. Shelley eventualmente tuvo su oportunidad por el título un mes después, pero fue incapaz de derrotar a Danielson.
Shelley entonces luchó esporádicamente en ROH por los siguientes pares de meses antes de marcharse silenciosamente en junio. Su última aparición como un esfuerzo regular en Ring of Honor tuvo lugar el 24 de junio cuando lideró a Jimmy Rave y Conrad Kennedy III en un esfuerzo en vano contra los Briscoe Brothers.

#### 2007
Volvió a ROH con Chris Sabin el 30 de marzo del 2007, persiguiendo los títulos de los Briscoe Brothers y posteriormente ganando los títulos. Uno de los derrotados, Jay Briscoe tuvo la oportunidad de recuperarlos el 28 de abril en Chicago, entonces le atacaron antes de que pudiese aceptar. Finalmente, Sabin y Shelley, perdieron el combate y fueron expulsados de la compañía.

### Pro Wrestling ZERO-1 MAX
En marzo del 2005 Shelley empezó a trabajar para la Pro Wrestling ZERO1-MAX. Participó en el Tenka-Ichi Junior Tournament 2005, pero fue eliminado por PSYCHO y no logró ganar. Sin embargo, ganó el entonces título vacante Campeonato de los Estados Unidos de la ZERO1-MAX el 19 de septiembre del 2005, en Tokio, Japón, derrotando a Sonjay Dutt. Estuvo resignado desde el 23 de noviembre de ese mismo año, cuando perdió su título frente a Christopher Daniels.
El 25 de agosto del 2006, en el show Korauken Hall, Shelley y Chris Sabin se convirtieron en Campeones Internacionales en Parejas de Peso Ligero, cuando derrotaron a los entonces campeones, Skull and Bones (Ikuto Hidaka & Minoru Fujita). Sin embargo, los perdieron ante Minoru Fujita & Takuya Sugawara no mucho después.
Durante el resto de 2007, Shelley compitió esporádicamente, haciendo equipo con El Blazer en alguna ocasión.

### Total Nonstop Action Wrestling (2004-2012)

#### 2004-2005
Shelley firmó un contrato no exclusivo con la Total Nonstop Action Wrestling el 8 de julio de 2004. Fue emparejado con Goldy Locks y fue llamado "Baby Bear" Alex Shelley. Sin embargo, pidió su liberación a finales de ese año después de que el booker Dusty Rhodes dejara de usarle.
Shelley firmó un nuevo contrato con TNA en 2005 después de que Rhodes dejara de ser booker de la TNA e hizo su regreso el 19 de junio de 2005 en Slammiversary, perdiendo ante Shocker. Luego formó una pareja con Michael Shane, perdiendo ante America's Most Wanted en No Surrender. Shelley entró en el the TNA 2005 Super X Cup Tournament, derrotando a Shocker en la primera ronda, pero perdió ante el ganador del torneo Samoa Joe en las semifinales el 5 de agosto. Luego participó en el TNA 2005 Chris Candido Memorial Tag Team Tournament con Sean Waltman como su compañero por parejas, derrotando a Shark Boy & Abyss en la primera ronda, a Konnan & Lance Hoyt en la semifinal y a Shocker & Chris Sabin en las finales en el episodio del 9 de septiembre de TNA iMPACT!. Como resultado de su victoria, Waltman & Shelley obtuvieron una oportunidad a los Campeonatos Mundiales en Parejas de la NWA en Unbreakable contra los campeones The Naturals (Chase Stevens & Andy Douglas), America's Most Wanted (Chris Harris & James Storm) y Team Canada (Eric Young & A-1). Debido a que Waltman no se presentó al evento, Shelley luchó junto a Johnny Candido, pero retuvieron los campeones.
A finales de 2005, Shelley cambió a heel y empezó a luchar en la X Division, encarando a Austin Aries en varias ocasiones. En noviembre de 2005 cambió su gimmick al de un paparazzi, llevando consigo una cámara de vídeo, la "Shelley-cam", con la cual filmaba sus combates. A finales de 2005, empezó a hacer pareja con sus compañeros de Generation Next: Austin Aries y Roderick Strong, teniendo feudos con los luchadores face Sonjay Dutt, Chris Sabin & Matt Bentley y exigiendo más oportunidades al agente de la TNA Jerry Lynn, teniendo Generation Next una racha de combates que les llevó a lo más alto.

#### 2006

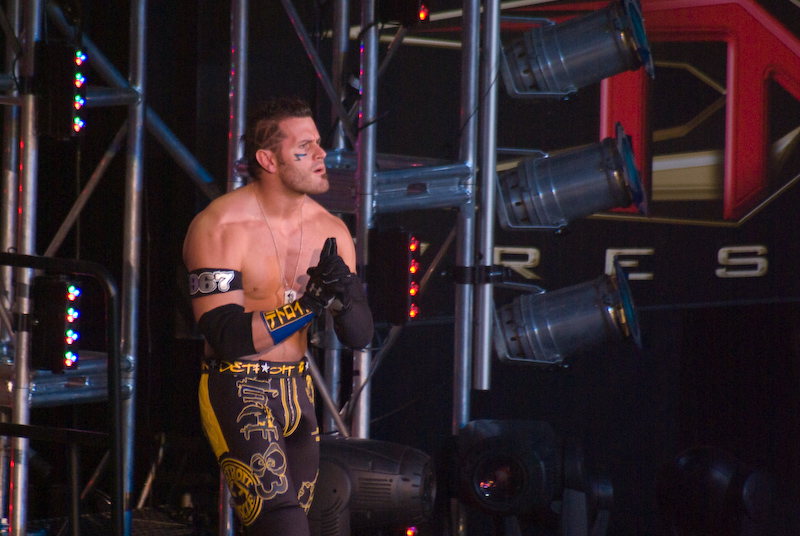
Shelley en Bound for Glory IV.

A principios de 2006, después de que Aries y Strong fueran suspendidos y despedidos de TNA, Shelley fue contratado por Jeff Jarrett para obtener vídeos de Jackie Gayda para chantajearla. Shelley creó entonces una empresa llamada "Paparazzi Productions" y obtuvo vídeos de Sting, Christian Cage y de sus respectivas familias para intimidarles. Participó en la 2006 World X Cup Tournament como miembro del Team USA (Chris Sabin, Alex Shelley, Jay Lethal & Sonjay Dutt). Shelley participó en la primera ronda, derrotando junto a Dutt al Team Japan (Hirooki Goto & Minoru). Participó en la final del torneo en un Gauntalet match celebrado en Sacrifice, donde fue eliminado por el capitán del Team Canada Petey Williams. Después de que Sabin derrotara a Williams 4 días después en el desempate, el Team USA ganó el torneo. En mayo de 2006, los luchadores de la X Division se enfrentaron a Kevin Nash, ya que decían que quería destruir su división. Sin embargo, Shelley intentó crear tensión entre los dos bandos, hasta que en la final del torneo se alió con Nash.
Desde entonces, ambos empezaron a emitir vídeos, generalmente en YouTube, centrándose en su feudo con Chris Sabin. En Slammiversary, Shelley ayudó a Nash a derrotarle. En ese mismo evento, intentó obtener una oportunidad por el Campeonato de la División X de la TNA contra Senshi, Sonjay Dutt, Shark Boy, Petey Williams y Jay Lethal, pero fue eliminado el segundo por Lethal. Después de que el 29 de junio alistaran a Johnny Devine para Paparazzi Productions, Nash & Shelley fueron derrotados por Sabin & Lethal en Victory Road.
En Hard Justice, Shelley reeplazó a Nash en una lucha para obtener una oportunidad por el Campeonato de la División X, pero fue derrotado por Sabin. Shelley & Devine empezaron entonces a luchar en la división e parejas hasta que fueron derrotados en una Triple Chance Tag Team Battle Royal en No Surrender. También participó en el Open Invitational X Division Battle Royal de Nash de Bound for Glory, pero perdió ante Austin Starr. Poco después, en octubre de 2006, Devine fue expulsado del grupo y Starr fue reclutado.

#### 2007
A principios de año, Shelley y Starr participaron en un torneo conocido como el Paparazzi Championship Series, el cual ganó en Final Resolution.
Después, participaron en el feudo entre The Latin American Xchange y Team 3D, cuando grabaron como LAX atacaba al tío de Team 3D, Johnny Rodz. En Destination X Shelley ayudó a LAX a ganar su lucha después de que atacara a Brother Devon con su videocámara y le aplicara un "Frog Splash" contra una mesa.

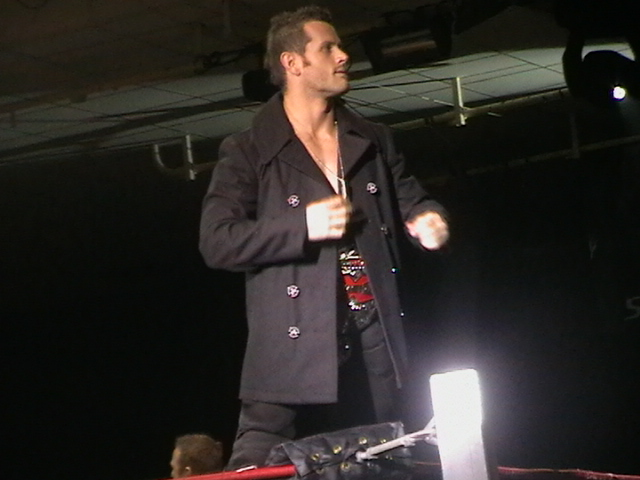
Alex Shelley en Dublín en 2009.

Participó en el Xscape match en Lockdown contra Jay Lethal, Chris Sabin, Sonjay Dutt y Shark Boy, pero fue eliminado por Lethal. Después del despido de Starr, Shelley empezó a luchar junto a Chris Sabin, quien era compañero suyo en el circuito independiente bajo los nombres de Murder City Machine Guns y Motor City Machine Guns, siendo conocidos en TNA bajo el segundo nombre, cambiando con esto Shelley a face. En Slammiversary, Shelley perdió ante Bob Backlund y, tras su victoria, Shelley y Sabin le golpearon. En Victory Road, derrotaron a Jerry Lynn & Bob Backlund. Luego, en Hard Justice, perdieron ante Lethal & Dutt en una lucha en la que también participó Triple X (Christopher Daniels & Senshi). En No Surrender participaron en una Gauntalet match de 10 parejas, llegando a ser uno de los dos últimos equipos, pero perdieron ante A.J. Styles & Tomko. En octubre de 2007, empezaron un feudo con Team 3D, ya que declararon una guerra a la X Division. Después de meses de feudo, Shelley, Sabin & Jay Lethal fueron capaces de derrotar a Team 3D & Johnny Devine en una Street Fight match en Against All Odds para salvar la X Division y para acabar el feudo. Con la victoria, Team 3D fueron obligados a perder peso hasta tener menos de 275 lbs si querían seguir luchando para la compañía.

#### 2008
En Destination X, participaron en una lucha para obtener una oportunidad por el Campeonato Mundial en Parejas de la TNA, donde participaron The Latin American Xchange (Homicide & Hernández) y The Rock 'n Rave Infection (Lance Hoyt & Jimmy Rave), ganado LAX. Luego, en Lockdown, participaron en Cuffed in the Cage Match contra Super Eric & Kaz, LAX Scott Steiner & Petey Williams, Rock 'n Rave Infection y Black Reign & Rellik, ganando Eric & Kaz después de que Eric esposara a Regin a la jaula. Luego intentaron participar en el Deuces Wild Tournament, pero perdieron el 24 de abril ante Christian Cage & Rhino. En Sacrifice, participaron en el primer TerroDome match, la cual fue ganada por Kaz y en Slammiversary lucharon en el dark match de la noche, ganando a Lance Hoyt & Johnny Devine. Luego pasaron a formar parte del Team TNA en la World X Cup junto a Kazarian y Curry Man. En una lucha de exhibición del 12 de junio, derrotaron a los miembros del Team Japan Speed Muscle (Masato Yoshino & Naruki Doi). Participaron junto a Curry Man en la tercera ronda del torneo en Victory Road, enfrentándose a Team International (Alex Koslov, Doug Williams & Tyson Dux), Team Japan (Milano Collection A.T., Masato Yoshino & Puma) y Team Mexico (Último Guerrero, Rey Bucanero & Averno), siendo los Guns los supervivientes de la lucha. Sin embargo, el torneo fue ganado por el Team Mexico.
En Bound for Glory IV participó en el Steel Asylum por una oportunidad por el Campeonato de la División X, pero fue ganada por Jay Lethal., de donde salió derrotado. En Turning Point los Guns se enfrentaron a Beer Money, Inc. (Robert Roode & James Storm) por el Campeonato Mundial en Parejas de la TNA, pero fueron derrotados. En Final Resolution, participaron en el Feast or Fired match, donde intentaron conseguir un maletín por una oportunidad por el título que les tocara. Shelley logró descolgar el maletín que contenía una oportunidad por el Campeonato Mundial en Parejas de la TNA, pero le fue arrebatado por Lethal antes de que tocara el suelo, por lo que Lethal se quedó con la oportunidad.

#### 2009-2010

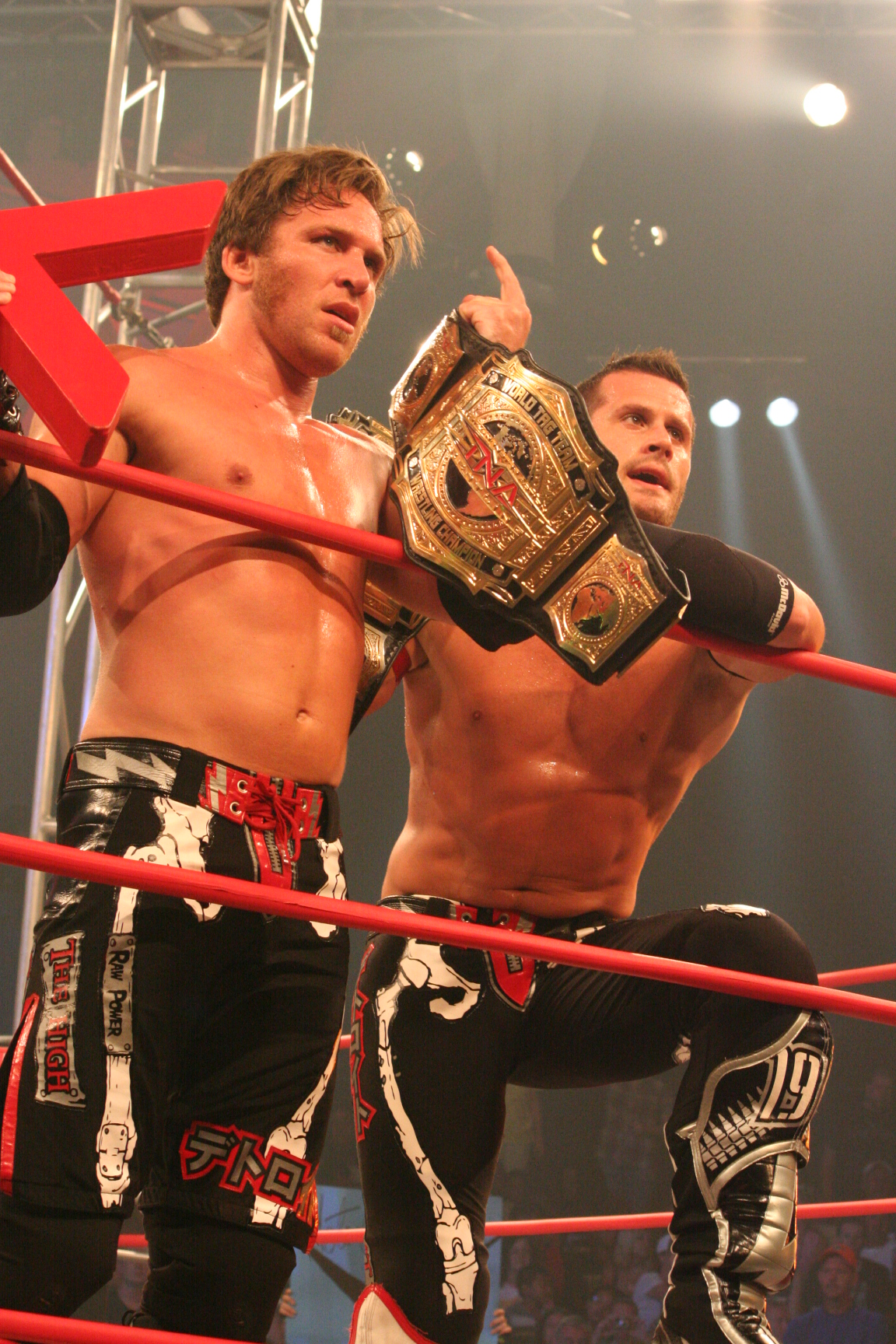
Shelley junto a Chris Sabin como Campeones Mundiales en Parejas de la TNA, después de derrotar a Beer Money, Inc. en un Ultimate X Match.

En el tour de la TNA por Japón ganó el Campeonato Peso Pesado Junior por Parejas de la IWGP junto a Sabin y tras vencer en un torneo a Jay Lethal y a Eric Young, en Genesis derrotó a su compañero Chris Sabin, ganando su primer Campeonato de la División X. Posteriormente en Against All Odds, logró derrotar a Eri Young, reteniendo el campeonato, pero lo perdió en Destination X ante Suicide en un Ultimate X match, pelea en la cual estaban también Sabin, Jay Lethal y Consequences Creed.
En Lockdown, Shelley & Sabin lograron retener con éxito el Campeonato Junior Peso Pesado en Parejas de la IWGP frente a The Latin American Xchange y No Limit. En Slammiversary Sabin & Shelley lucharon en el King of the mountain, en una oportunidad por el Campeonato de la División X, donde ambos salieron derrotados. En Hard Justice Shelley participó en el Steel Asylum Match, pero no logró ganar.En Bound for Glory Shelley & Sabin derrotaron a Jay Lethal y Consequences Creed ganando ambos una oportunidad por el Campeonato de la División X esa misma noche en un Ultimate X match, pero ni Shelley ni Sabin consiguieron la victoria.
En Turning Point se enfrentaron a los Campeones Mundiales en Pareja de la TNA The British Invasion (Brutus Magnus & Doug Williams) y Beer Money, Inc. (Robert Roode & James Storm), pero retuvieron los campeones y en Final Resolution se enfrentaron a British Invasion, pero no lograron ganar. Tras esto, empezaron un feudo con Generation Me al ser derrotados por ellos en su debut el 4 de enero, enfrentándose en un Ultimate X match en Destination X por una oportunidad por el Campeonato Mundial en Parejas de la TNA, ganando Shelley & Sabin. Tras retenerla en dos ocasiones ante Team 3D, se enfrentaron en iMPACT a Matt Morgan & Amazing Red, reteniendo Morgan & Red. En Lockdown se enfentaron en un Xcape Match ante Brian Kendirkc y Homicide, ganando Homicide al escapar de la estructura. Tras esto, empezaron un breve feudo con Beer Money, enfrentándose en Sacrifice a ellos y a Team 3D por una oportunidad por el Campeonato Mundial en Parejas, ganando la lucha.
Tras esto, debido a que Eric Bischoff dejó vacante el título, Shelley & Sabin lucharon en Victory Road contra los ganadores de un torneo para determinar a los retadores, ganando Beer Money. Ambos equipos se enfrentaron en el evento por los títulos, ganando The Motor City Machine Guns, ganando su primer título en parejas. Tras esto, ambas parejas se enfrentaron durante un mes en un Best of Five Series match, enfrentándose en un Ladder match, Street Fight match, Steel Cage match y Ultimate X Match, ganando Beer Money os dos primeros y The Motor City Machine Guns los dos segundos. A causa del empate, ambas parejas se enfrentaron el 12 de agosto en The Whole F*n Show en un 2 out 3 Falls match con los títulos en juego, ganando The Motor City Machine Guns el encuentro.
Tras esto, empezaron un feudo con London Brawling (Magnus & Desmond Wolfe), pero en No Surrender defendieron los títulos ante Generetion Me, ya que Wolfe no pudo luchar por enfermedad. Tras retener los títulos, Generation Me cambió a heel, atacando a The Motor City Machine Guns, empezando un feudo que les llevó a una lucha en Bound for Glory, donde Generation Me fueron derrotados. Tras esto, aceptaron el reto de Team 3D de tener una última lucha frente a ellos antes de retirarse, la cual se dio en Turning Point, ganando los campeones. Tras esto, continuaron su feudo con generation Me, peleándose en Reaction en la Impact Zone. Finalmente, ambas parejas se enfrentaron en Final Resolution en un Full Metal Mayhem match, el cual fue ganado por The Motor City Machine Guns.

#### 2011-2012
En ese mismo evento, Beer Money, Inc. ganaron una oportunidad por el Campeonato Mundial en Parejas de la TNA, empezando un feudo con The Motor City Machine Guns, enfrentándose en Genesis, donde Beer Money les derrotó, ganando los títulos. Luego perdió la revancha por los títulos Sabin. Tras esto, se lesionó en un house show de TNA, quedando inactivo hasta el 28 de abril, cuando hizo su regreso a TNA salvando a Sabin de un ataque de Mexican-America (Hernández, Anarquía, Sarita & Rosita). Posteriormente, se unió a James Storm para defender los Campeonatos Mundiales de Parejas de la TNA ante The British Invasion (Douglas Williams y Magnus) debido a una lesión de Robert Roode.En Destination X, Shelley derrotó a Amazing Red, Robbie E y Shannon Moore en un Ultimate X match, ganando una oportunidad por el Campeonato de la División X. Shelley tuvo su oportunidad contra el campeón Brian Kendrick el 21 de julio en Impact Wrestling, pero perdió por una interferencia de Austin Aries. En Hardcore Justice, Shelley se enfrentó a Aries y a Kendrick en un combate por el título, pero el campeón retuvo el título. Tras esto, Alex no apareció en TNA en 4 meses, haciendo su regreso el 19 de enero de 2012, retando al Campeón de la División X Austin Aries. La semana siguiente, derrotó a Zema Ion, consiguiendo una oportunidad al título.
Sin embargo, en Against All Odds, fue derrotado por Aries. El 5 de abril de 2012, Sabin hizo su regreso en Impact Wrestling, reformando The Motor City Machine Guns, derrotando a Mexican America, aplicánadole Sabin su "Cradle Shock" a Anarquía. Tras esto, retaron a los Campeones Mundiales en Parejas Samoa Joe & Magnus por los títulos, a lo cual aceptaron. En Lockdown, ambas parejas se enfrentaron en un Steel Cage match, pero fueron derrotados. Durante el siguiente mes, The Motor City Machine Guns no aparecieron en Impact Wrestling, pero siguieron trabajando en los house shows de TNA. Finalmente, el 29 de mayo, Shelley abandonó TNA al no querer renovar su contrato.

### New Japan Pro Wrestling (2009, 2010, 2012-2016)
El 4 de enero de 2009, the Motor City Machine Guns derrotaron a No Limit (Tetsuya Naito & Yujiro) en el evento anual de la New Japan Pro Wrestling Wrestle Kingdom III in Tokyo Dome ganando el ampeonato Peso Pesado Junior en Parejas de la IWGP. Después de tres defensas exitosas en la TNA, perdieron los títulos ante Apollo 55 (Prince Devitt & Ryusuke Taguchi) el 5 de julio de 2009 en el evento Circuit 2009 New Japan Soul. El 8 de noviembre de 2010, la NJPW anunció que participarían en dos eventos del 11 y 12 de diciembre. El primer día, fueron derrotados por No Limit. Al día siguiente, derrotaron a Apollo 55.
En agosto de 2012, la NJPW anunció que Shelley regresaría a la empresa en septiembre de 2012. Su primer encuentro con luchadores de la NJPW fue en un evento de la Sacramento Wrestling Federation (SWF), donde Shelley & A.J. Kirsch fueron derrotados por los Campeones Peso Pesado Junior en Parejas a la IWGP Forever Hooligans (Alex Koslov & Rocky Romero) en una lucha titular el 26 de agosto en Gridley, California. Tras el combate, Kushida salvó a Shelley de un ataque de los campeones.
Shelley regresó a la NJPW el 7 de septiembre, donde él, BUSHI, Máscara Dorara & Ryusuke Taguchi fueron derrotados por Alex Koslov, Averno, Low Ki & Rocky Romero. Tras esto, continuó haciendo equipo con KUSHIDA, siendo conocidos como "Time Splitters", consiguiendo varias victorias en combates en parejas sobre Koslov & Romero. El 8 de octubre, en King of Pro-Wrestling, se enfrentaron a Forever Hooligans por el Campeonato Junior Peso Pesado en Parejas de la IWGP, pero fueron derrotados. Finalmente, derrotaron a Forever Hooligans el 11 de noviembre en Power Struggle, ganando los campeonatos. Tuvieron su primera defensa exitosa el 10 de febrero de 2013 en el evento The New Beginning, derrotando a los excampeones en el tercer combate entre ambas parejas. El 3 de marzo en el 41 aniversario de la NJPW, retuvieron los títulos ante Jushin Liger & Tiger Mask IV. El 5 de abril, luchó por el Campeonato Junior Peso Pesado, pero fue derrotado por el campeón, Prince Devitt. Dos días después, retuvo el Campeonato Junior Peso Pesado de Parejas ante Devitt & Ryusuke Taguchi. Sin embargo, perdieron los títulos el 3 de mayo de 2013 en Wrestling Dontaku 2013 ante los excampeones Forever Hooligans.
Desde finales de mayo hasta principios de junio, Shelley participó en el torneo 2013 Best of the Super Juniors, donde consiguió cinco victorias en los ocho combates que disputó, incluyendo una victoria ante Ricochet en la final de su bloque, logrando llegar a semifinales. El 9 de junio derrotó a Taka Michinoku en la semifinal, pero fue derrotado en la final por Prince Devitt. El 22 de junio en Dominion 6.22, Time Splitters volvieron a ser derrotados por Forever Hooligans en una lucha titular. El 29 de septiembre, derrotaron a Taichi & Taka Michinoku para obtener otra lucha titular. Sin embargo, el 7 de octubre, Shelley tuvo una lesión de espalda, cancelándose la lucha.
Shelley reveló que había tenido varios ataques de ciática debido a una sitout powerbomb de Taichi, siendo su cuarta lesión en la promoción desde su regreso en septiembre de 2012. SRegresó el 4 de enero de 2014 en Wrestle Kingdom 8 in Tokyo Dome, donde Time Splitters se enfrentaron a los Campeones Peso Pesado junior en Parejas The Young Bucks, the Forever Hooligans y Suzukigun, pero no ganaron el título. Time Splitters ganaron ante los campeones en una lucha no titular al día siguiente, proclamándose como los retadores. Tuvieron su oportunidad en The New Beginning in Osaka, pero volvieron a ser derrotados. Tuvieron otra oportunidad el 10 de mayo en Global Wars, un evento coproducido por NJPW and ROH en Toronto, per fueron derrotados por los Bucks en un combate donde también lucharon Forever Hooligans. El 30 de mayo, entró en el torneo 2014 Best of the Super Juniors, donde ganó en su bloque con cuatro victorias y tres derrotas, llegando a semifinales. Sin embargo, fue sacado del torneo cuando el 6 de junio sufrió una lesión en su hombro.
Regresó el 21 de junio en Dominion 6.21, donde time Splitters derrotaron a The Young Bucks y ganar por segunda vez como equipo (tercera individual) el Campeonato Peso Pesado Junior en Parejas.

### Regreso a ROH (2015-2020)
El 20 de noviembre de 2015, Shelley regresó a ROH, revelándose como el hombre misterioso que había estado interfiriendo en los partidos de The Addiction (Christopher Daniels y Frankie Kazarian), usando una máscara asociada con KRD, un stable compuesto por The Addiction y El excompañero del tag team de Shelley, Chris Sabin.
El 30 de septiembre en All Star Extravaganza VIII, The Motor City Machine Guns participó en un Ladder match de Triple Threat Match para el Campeonato Mundial en Parejas de ROH, que fue ganado por The Young Bucks (Matt Jackson y Nick Jackson) y también incluido The Addiction. Shelley y Sabin luego formaron un stable llamado "Search and Destroy" con Jay White, Jonathan Gresham y Lio Rush. 
El 22 de septiembre de 2017, en Death Before Dishonor XV, The Motor City Machine Guns derrotó a The Young Bucks para ganar el Campeonato Mundial en Parejas de ROH por primera vez. Conservarían los títulos hasta el 9 de marzo de 2018, cuando los perdieron contra The Briscoe Brothers en ROH 16th Anniversary Show. En junio, Shelley sufrió una lesión. El 20 de julio de 2018, se informó que su contrato con ROH expiró y dejó la promoción para centrarse en su escuela de lucha libre. Cuatro días después, Shelley anunció su retiro.
El 30 de junio de 2019, Shelley regresó a ROH y anunció que quería una lucha con el ganador de Manhattan Mayhem.

### WWE (2020)
Se anunció en la transmisión de NXT del 8 de enero de 2020 que Shelley se uniría con KUSHIDA como The Time Splitters en el Dusty Rhodes Tag Team Classic. Los Time Splitters están programados para enfrentarse a los Grizzled Young Veterans (James Drake & Zack Gibson) en una lucha de primera ronda el 15 de enero de 2020. Perdieron esta pelea y fueron eliminados del torneo.

### Regreso a Impact Wrestling (2020-presente)
El 18 de julio en Slammiversary, Shelley regresó a Impact Wrestling (anteriormente era conocido como TNA) junto a Chris Sabin como The Motor City Machine Guns derrotando a The Rascalz después de responder a su desafío abierto. Más tarde en la noche, The Motor City Machine Guns desafió a The North (Ethan Page & Josh Alexander) por el Campeonato Mundial en Parejas de Impact para el próximo episodio de Impact!.

## Campeonatos y logros
- WWE

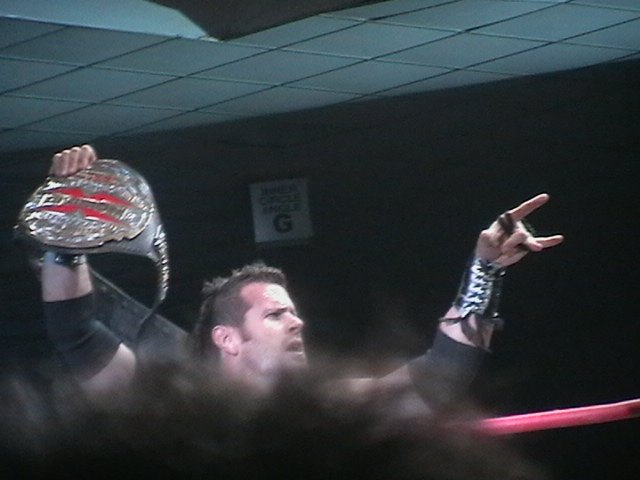
Shelley como Campeón de la División X de la TNA.

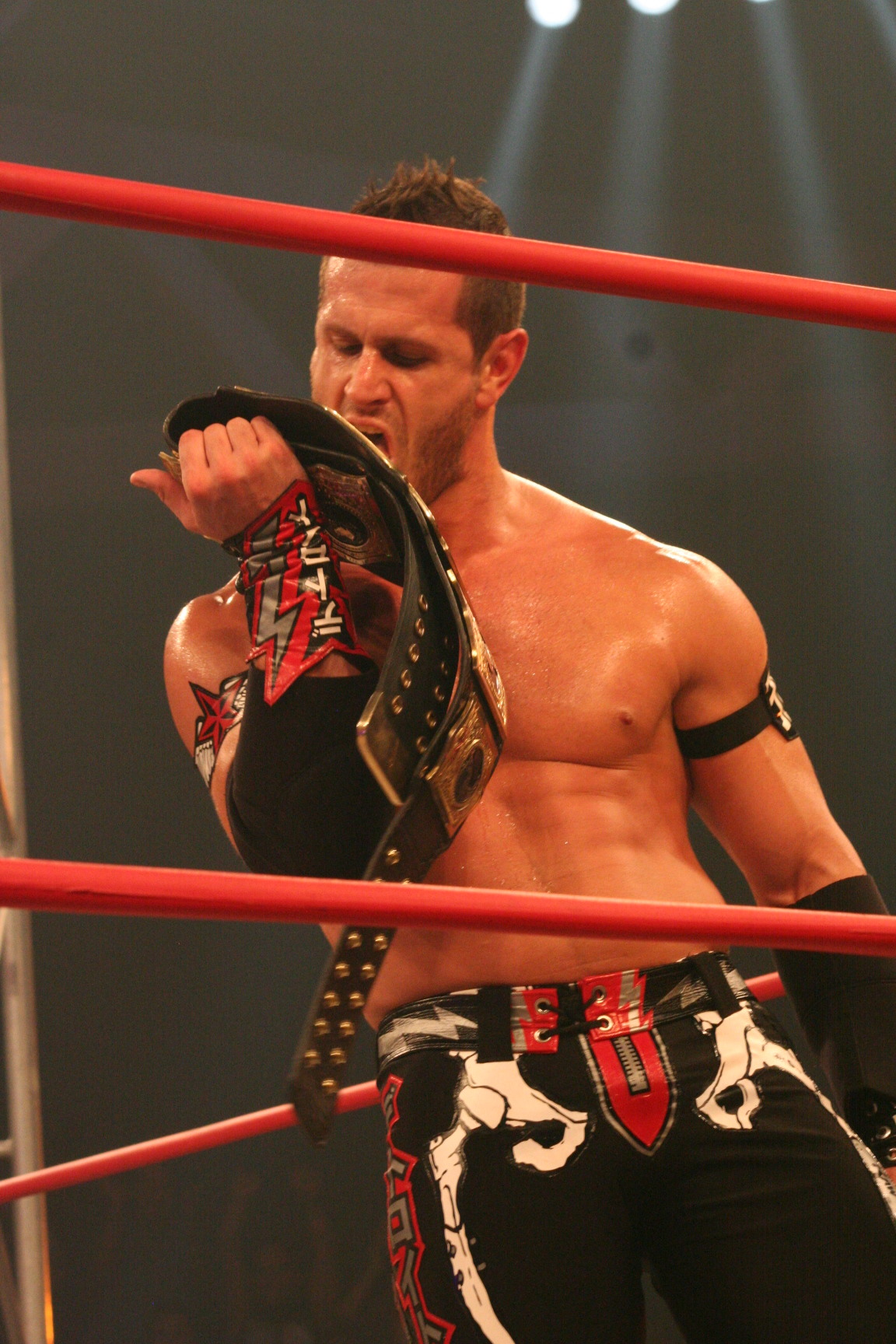
Shelley como Campeón Mundial en Parejas en una grabación de Imapct!

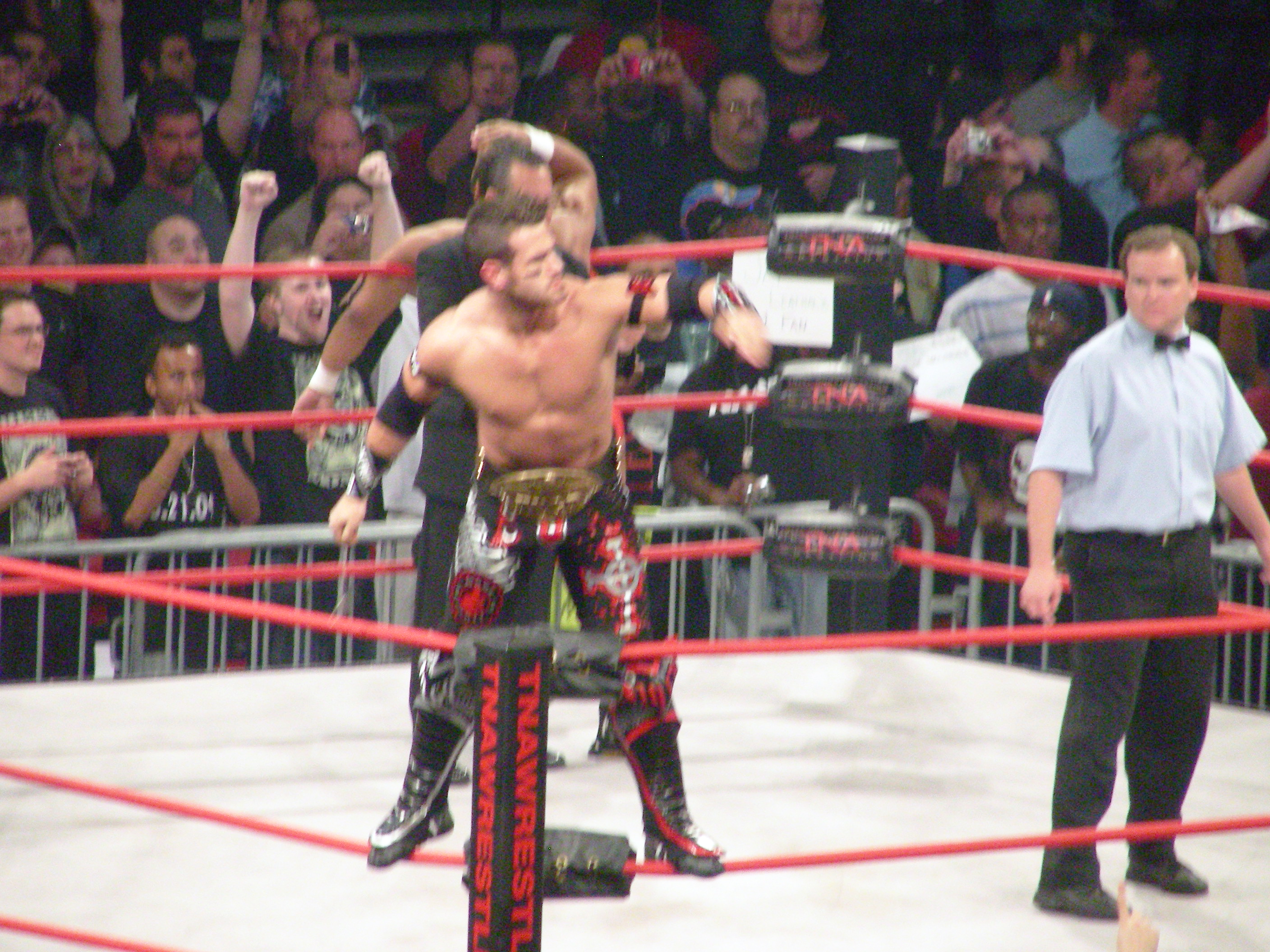
Shelley como Campeón Junior Peso Pesado en Parejas de la IWGP.

  - WWE Tag Team Championship (1 vez) —– con Chris Sabin
- All American Wrestling
  - AAW Tag Team Championship (1 vez) – con Chris Sabin
- Border City Wrestling
  - BCW Can-Am Television Championship (1 vez)

- Combat Zone Wrestling
  - CZW World Junior Heavyweight Championship (1 vez)

- Consejo Mundial de Lucha Libre
  - Gran Prix Internacional del CMLL (2008)

- Great Lakes Wrestling
  - GLW Cruiserweight Championship (1 vez)

- Insane Wrestling Federation
  - IWF Cruiserweight Championship (1 vez)

- Maryland Championship Wrestling
  - MCW Cruiserweight Championship (1 vez)

- NWA Midwest
  - NWA Midwest X Division Championship (1 vez)

- Ontario Championship Wrestling
  - OCW Tag Team Championship (1 vez) – con R.C. Cross

- Pro Wrestling ZERO1-MAX
  - NWA International Lightweight Tag Team Championship (1 vez) – con Chris Sabin
  - ZERO1-MAX United States Openweight Championship (1 vez)

- New Japan Pro Wrestling
  - IWGP Junior Heavyweight Tag Team Championship (3 veces) – con Chris Sabin (1) y KUSHIDA (2)[93]
  - STRONG Openweight Tag Team Championship (1 vez) – con Chris Sabin
  - Super Junior Tag Tournament (2012) - con KUSHIDA

- Ring of Honor
  - ROH World Tag Team Championship (1 vez) – con Chris Sabin
  - Trios Tournament (2006) – con Abyss & Jimmy Rave

- Total Nonstop Action Wrestling/Impact Wrestling
  - Impact/TNA World Championship (1 vez)
  - TNA X Division Championship (1 vez)
  - TNA/Impact World Tag Team Championship (3 veces) - con Chris Sabin
  - Triple Crown Championship (décimo)
  - Ganador del Chris Candido Cup (2005) - con Sean Waltman
  - Ganador del TNA World X Cup (2006) - con Chris Sabin, Sonjay Dutt y Jay Lethal
  - TNA/IMPACT Year End Awards (2 veces)
    - Tag Team of the Year (2007) con Chris Sabin[94]
    - Moment of the Year (2020) – Motor City Machine Guns' return to Impact at Slammiversary, shared with the other returns and debuts that night[95]

- UWA Hardcore Wrestling
  - UWA Lightweight Championship (2 veces)

- westside Xtreme wrestling
  - wXw World Heavyweight Championship (2 veces)

- Xtreme Intense Championship Wrestling
  - XICW Cruiserweight Championship (1 vez)
  - XICW Tag Team Championship (1 vez) – con Jaimy Coxxx

- Pro Wrestling Illustrated
  - Equipo del año (2010) con Chris Sabin (Motor City Machine Guns)[96]
  - Clasificado en el puesto n.º 276 en los PWI 500 de 2004[97]
  - Clasificado en el puesto n.º 103 en los PWI 500 de 2005[98]
  - Clasificado en el puesto n.º 248 en los PWI 500 de 2006[99]
  - Clasificado en el puesto n.º 75 en los PWI 500 de 2007[100]
  - Clasificado en el puesto n.º 70 en los PWI 500 de 2008[101]
  - Clasificado en el puesto n.º 32 en los PWI 500 de 2009[102]
  - Clasificado en el puesto n.º 88 en los PWI 500 de 2010[103]
  - Clasificado en el puesto n.º 47 en los PWI 500 de 2011[104]
  - Clasificado en el puesto n.º 110 en los PWI 500 de 2012[105]
  - Clasificado en el puesto n.º 116 en los PWI 500 de 2013[106]
  - Clasificado en el puesto n.º 110 en los PWI 500 de 2014[107]
  - Clasificado en el puesto n.º 143 en los PWI 500 de 2015[108]
  - Clasificado en el puesto n.º 140 en los PWI 500 de 2016[109]
  - Clasificado en el puesto n.º 106 en los PWI 500 de 2017[110]
  - Clasificado en el puesto n.º 166 en los PWI 500 de 2018[111]
  - Clasificado en el puesto n.º 221 en los PWI 500 de 2020[112]
  - Clasificado en el puesto n.º 70 en los PWI 500 de 2022[113]
  - Clasificado en el puesto n.º 48 en los PWI 500 de 2023[114]
  - Clasificado en el puesto n.º 23 en los PWI 500 de 2024[115]

- Wrestling Observer Newsletter
  - Situado en el Nº9 del WON Mejor pareja de la década (2000–2009), con Chris Sabin[116]